# Heinrich Averdunk
Heinrich Averdunk (* 12. Juli 1840 in Neukirchen bei Moers; † 4. Januar 1927 in Duisburg) war ein deutscher Lehrer, Geschichtsschreiber und Stadtverordneter in Duisburg.

## Leben
Während seines Studiums wurde er 1860 Mitglied der Burschenschaft Alemannia Bonn.
Averdunk war Lehrer am Duisburger Gymnasium (dem heutigen Landfermann-Gymnasium), ab 1872 Oberlehrer und ab 1881 Gymnasialprofessor daselbst. Seit 1896 war er Vorsitzender der Kommission zur Sammlung von Altertümern. Seit der Eröffnung des Heimatmuseums im Rathaus im Jahr 1902 war er bis 1919 Leiter dieses Museums. Außerdem leitete Averdunk das Stadtarchiv Duisburg, seit 1880 zunächst nebenamtlich, ab 1911 hauptamtlich.
Von 1872 bis 1878 war Averdunk Duisburger Stadtverordneter. Zu seinem 80. Geburtstag am 12. Juli 1920 verlieh ihm die Philosophische Fakultät der Friedrich-Wilhelms-Universität Bonn die Ehrendoktorwürde.
Zu seinen wichtigsten Publikationen zählen die Geschichte der Stadt Duisburg (1894/95), Die Duisburger Börtschiffahrt (1905) sowie die Geschichte des Duisburger Gymnasiums (1909).

## Rezeption
Das von ihm ehemals geleitete Heimatmuseum (heute im Kultur- und Stadthistorischen Museum aufgegangen) trug nach seinem Tod den Namen Averdunkmuseum.
Nach ihm sind heute die Averdunkstraße, der Averdunkplatz und das Averdunk Centrum benannt, das Anfang der 1980er Jahre errichtete, erste Einkaufszentrum in der Duisburger Innenstadt.

## Werke
- Duisburg zur Zeit des Jülich-Clever Erbfolgestreits. Rieten, Duisburg 1882–1885 (3 Bände)
- Altes Verzeichnis der Bürgermeister Duisburgs bis zum Jahre 1614 und die zwei ältesten Stadtrechnungen. Ewich, Duisburg, 1886
- Geschichte der Stadt Duisburg bis zur endgültigen Vereinigung mit dem Hause Hohenzollern (1666). Mit einem alten Stadtplan. Ewich, Duisburg 1894 (Digitalisat)
- Führer durch die Duisburger Altertumssammlung. Ewich, Duisburg 1902. (Digitalisat)
- Zur Geschichte Duisburgs, insbesondere des Burgplatzes und Rathauses. In: Festschrift zur Einweihung des Rathaus-Neubaues der Stadt Duisburg am Rhein am 3. Mai 1902. Steinkamp, Duisburg 3. Mai 1902, S. 7 bis 30 (Digitalisat, P. W. Metzler Verlag, Duisburg 2017).
- Die Duisburger Börtschiffahrt, zugleich ein Beitrag zur Geschichte des Gewerbes in Duisburg und des Handelsverkehrs am Niederrhein. Ewich, Duisburg 1905 (Digitalisat)
- Duisburg und der Niederrhein zur französischen Zeit. Museumsverein, Duisburg 1907
  - 1. 1792–1795. 1907 (Digitalisat)
  - 2. Der Übergang d. Franzosen über d. Rhein am Eikelkamp, bei Ürdingen u. bei Düsseldorf am 5. u. 6. Sept. 1795. 1916 (Digitalisat)
- Geschichte des Duisburger Gymnasiums bis zur Errichtung des Kgl. Kompatronats 1303-1822 und Liste der seit 1824 entlassenen Abiturienten. Ewich, Duisburg 1909
- Geschichte der Familie Wintgens von Wintgenshof zu Duissern bei Duisburg. Steinkamp, Duisburg 1909 (Digitalisat)
- Die Flurnamen und andere Ortsbezeichnungen in Duisburg im Anschlusse an die Flurkarten von Duisburg, Meiderich, Ruhrort und Beeck aus den Jahren 1727–1735. Museumsverein, Duisburg 1911
- Die Nachkommen des Geographen Gerhard Mercator. Museumsverein, Duisburg 1913 (Digitalisat)
- (mit Josef Müller-Reinhard) Gerhard Mercator und die Geographen unter seinen Nachkommen. Perthes, Gotha 1914
- (mit Walter Ring) Geschichte der Stadt Duisburg. Baedeker, Essen 1927